# Grüne Liste Hessen
Die politische Partei Grüne Liste Hessen (GLH) war ein Vorläufer von Bündnis 90/Die Grünen Hessen.
Auch in Hessen bildeten sich ab Mitte der 1970er-Jahre vielfach lokale politische Gruppen mit ökologischem Schwerpunkt. In Hessen gründete sich die Grüne Liste Hessen (GLH).
Bei den Wahlen zum Hessischen Landtag am 8. Oktober 1978 trat sie mit dem Vertreter der Bürgerbewegung gegen die Startbahn West als Spitzenkandidat an: dem Frankfurter Magistratsdirektor und ehemaligen SPD-Mitglied Alexander Schubart. Auf Listenplatz 7 stand als Vertreter der Frankfurter Sponti-Szene Daniel Cohn-Bendit. Seine Bewerbungsrede, in der er für den Fall des Wahlerfolges die Legalisierung von Haschisch und die Übernahme des Innenministeriums ankündigte, sorgte für Schlagzeilen. Auf Listenplatz 8 kandidierte der Bioladenbesitzer, Schwulenaktivist und spätere Bundestagsabgeordnete der Grünen Herbert Rusche aus Offenbach.
Mit 1,1 % blieb die GLH jedoch unterhalb der Fünf-Prozent-Hürde. Die ebenfalls kandidierende Grüne Aktion Zukunft (GAZ) kam auf 0,9 %.